# Kernfamilie

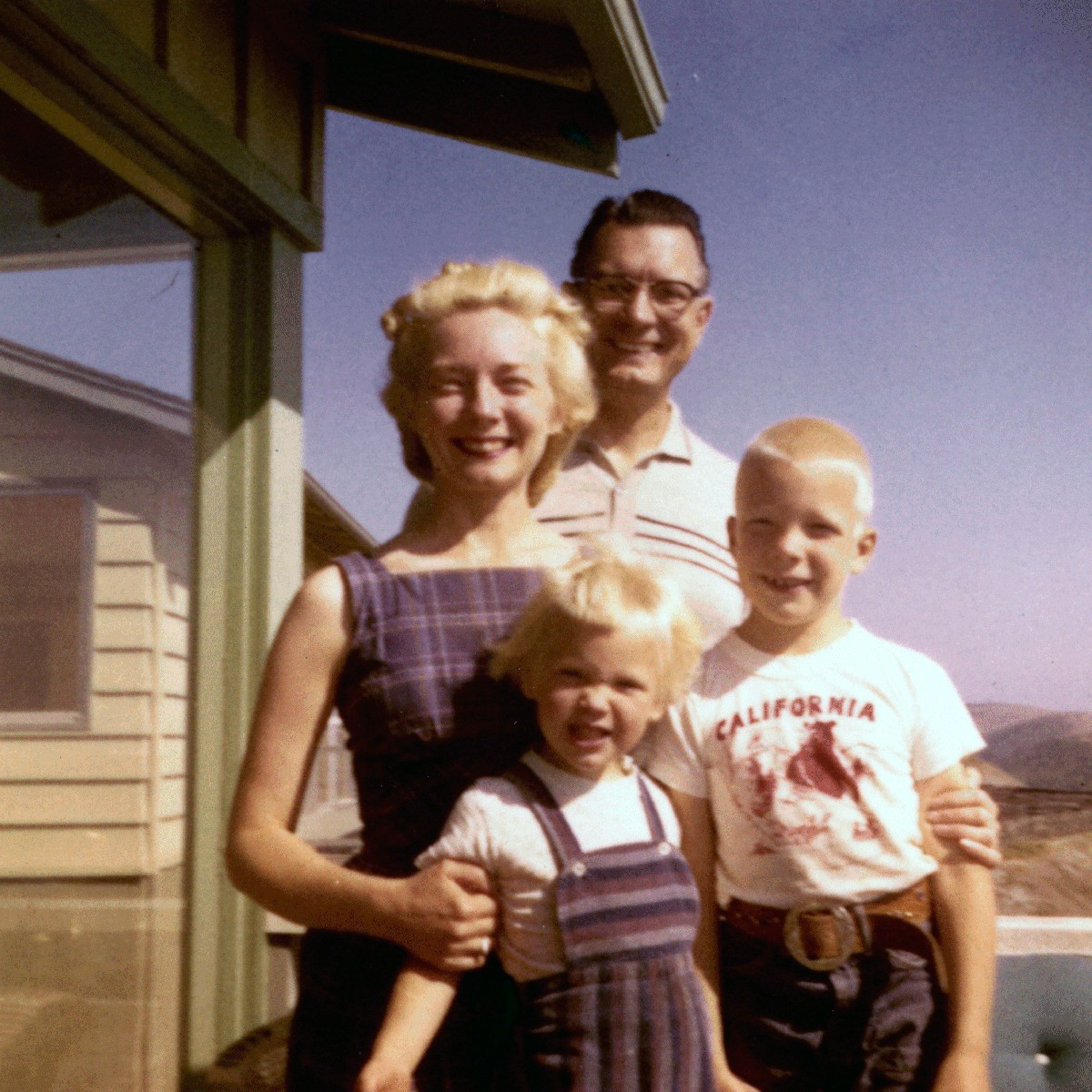
US-amerikanische Kernfamilie, bestehend aus Mutter, Vater und gemeinsamen Kindern (um 1955)

Eine menschliche Kernfamilie (auch Gattenfamilie) bezeichnet eine Familiengruppe bestehend aus zwei Generationen, also Eltern und einem oder mehreren Kindern, die in einem Haushalt zusammenleben. In Deutschland besteht die traditionelle Familienform aus Mutter, Vater und Kindern. Die traditionelle Kernfamilie gehört in den westlichen Gesellschaften zu den am weitesten verbreiteten Lebensformen der Familie und wird manchmal auch als Kleinfamilie bezeichnet.
Neben der Kernfamilie bestehen zahlreiche andere Familienformen: Leben beide Partner mit dem Kind oder den Kindern eines Elternteils zusammen, handelt es sich um eine Stieffamilie (auch Patchworkfamilie genannt). Bei nur einem Elternteil handelt es sich um Alleinerziehende.
Haushalte mit Kind oder Kindern und einem gleichgeschlechtlichen Ehepaar werden Regenbogenfamilien genannt.
Im Zusammenhang mit der industriellen Revolution in Europa wird auch von der Herausbildung der Kleinfamilie gesprochen, im Unterschied zur bis dahin im europäischen Kulturraum üblichen Großfamilie mit Angehörigen mehrerer Generationen und Seitenlinien. In neuer Zeit wird das Modell der Kernfamilie oder Kleinfamilie angesichts der gesellschaftlichen Entwicklung hinterfragt.